# Veľká Sutecká

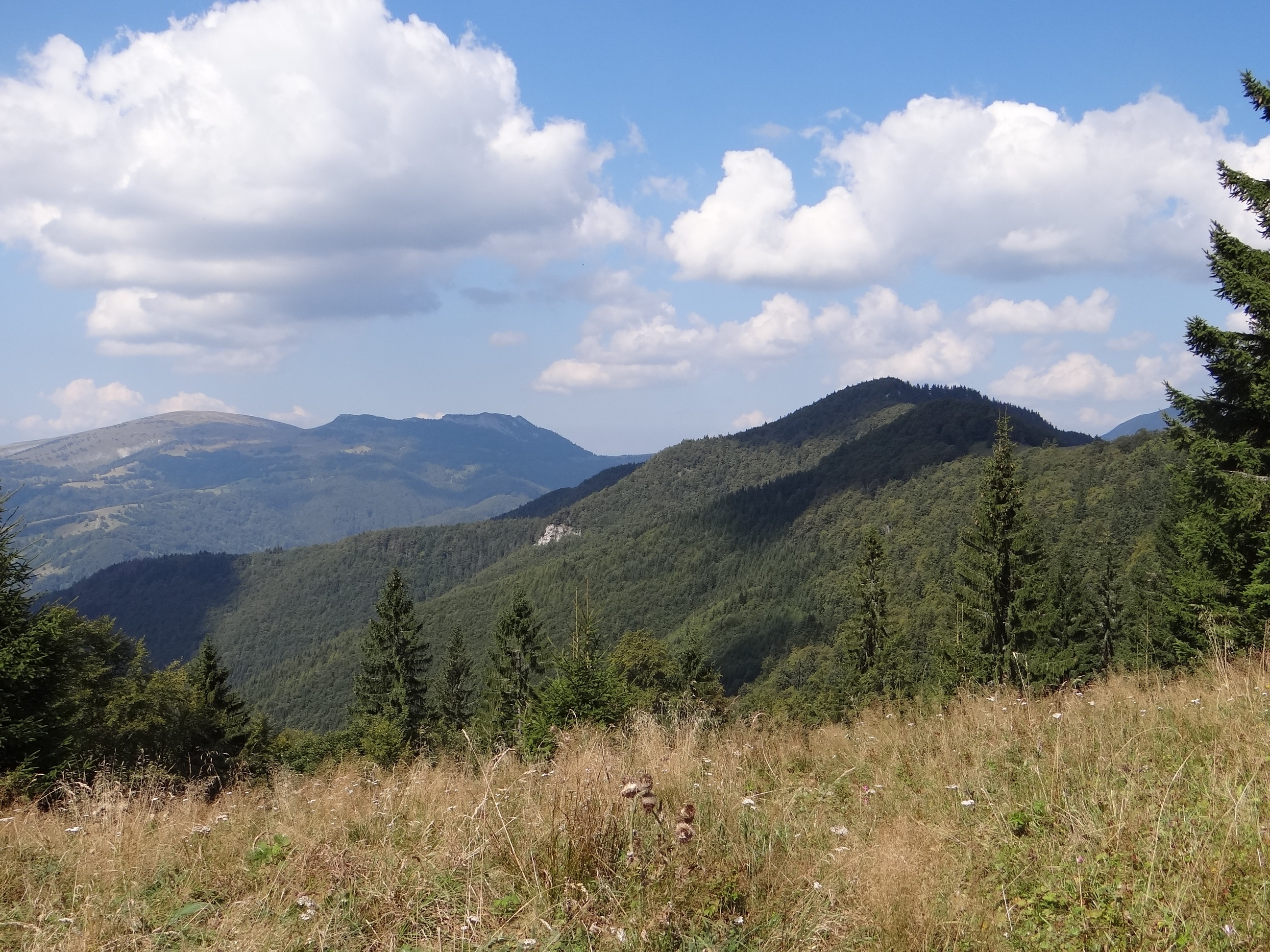
Widok z przełęczy Prípor na Čierną horę i jedno z odgałęzień doliny Veľká Sútečká

Veľká Sutecká – dolina w Wielkiej Fatrze w Karpatach Zachodnich na Słowacji. Jest prawym odgałęzieniem Doliny Rewuckiej (Revúcka dolina). Wcina się w masyw Zwolenia, górą pochodząc pod jego grzbiet biegnący od wierzchołka 1335 m po zachodniej stronie szczytu Zwolenia, przez wierzchołek 1284 m, szczyt Motyčská hoľa (1292 m) i wierzchołek 1180 m. Orograficznie prawe obramowanie doliny tworzy grzbiet Čiernej hory, lewe grzbiet opadający od wierzchołka 1180 m poprzez szczyt Šturec.
Veľká Sutecká ma wiele bocznych odgałęzień. Największe z nich to Malá Sutecká i Lastovičia dolina. Uchodzi do Doliny Rewuckiej na wysokości około 700 m w górnej części miejscowości Liptovské Revúce. Dnem doliny spływa potok Šturec. Dolina jest całkowicie porośnięta lasem, w którym gdzieniegdzie wystają skały i urwiska skalne. Znajduje się w obrębie strefy ochronnej Parku Narodowego Niżne Tatry i nie wyznakowano w niej żadnego szlaku turystycznego.